# Glaphyridae
Glaphyridae ist eine Familie der Käfer innerhalb der Überfamilie Scarabaeoidea.

## Merkmale

### Käfer
Die Käfer haben eine Körperlänge von 6,0 bis 20,0 Millimeter. Ihr dicht behaarter Körper ist langgestreckt und häufig lebhaft gefärbt, wodurch Ähnlichkeit mit Bienen besteht. Die Grundfarbe ist ziegelrot bis schwarz und häufig mit metallischem Schimmer und weißen, roten, gelben oder orangen Haarbinden. Die Fühler sind neun- oder zehngliedrig, bei der Gattung Glaphyrus sind sie möglicherweise auch elfgliedrig. Sie haben an der Spitze eine dreigliedrige Keule. Die Facettenaugen sind teilweise oder vollständig geteilt. Der Epipharynx ist einfach und hat median einen sklerotisierten Fortsatz (Torma). Die Mandibeln sind sklerotisiert und haben an der Mola und mesial eine Bürste. Die Maxillarpalpen sind vier- oder fünfgliedrig, die Labialpalpen sind viergliedrig. Das Tentorium hat eine mediane Brücke und eine einfache Öffnung. Die vorderen Arme sind nach vorne verlängert und vereinen sich dort. Die Stigmen am Mesothorax sind leicht modifiziert. Ein Empodium ist vorhanden. An den Flügeln ist die Flügelader 1Ax an der distalen bogenförmigen Spitze ihres Endes stark ventrad gekrümmt. Der anteromediane bis posteromediane Bereich der Ader 2Ax ist oberhalb des dorso-distalen Grats schwach vergrößert. Der vordere Bereich des dorso-proximalen Grats ist oberhalb des dorso-distalen Grats sehr stark verbreitert. Die Spitze des dorsodistalen Grats ist auf ganzer Länge sehr breit, vorne verlängert und krümmt sich schwach proximal vom dorso-distalen Basis des Bogens. Die Flügelbasis mit der BR-Einbuchtung von 1BP ist von normaler Grüße, ist aber deutlich deltoidförmig. Die Tracheenöffnungen des Hinterleibs sind unterschiedlich ausgebildet, aber alle funktional. Sie befinden sich bei den Glaphyrinae vom ersten bis sechsten oder ersten bis siebten Segment in den Pleuralmembranen und an den übrigen Segmenten auf den Tergiten. Bei den Lichninae befinden sie sich am ersten bis siebten Segment in den Pleuralmembranen (Gattung Lichnia), oder am ersten bis sechsten Segment in den Pleuralmembranen und am siebten Segment auf dem Tergit (Gattung Cratoscelis). Die männlichen Genitalien bestehen aus einem dreifachen Lobus und haben eine unüblich gut sklerotisierte, gekrümmte Basis, die im Verhältnis zu den Parameren groß ist. Bei den Weibchen sind sechs Ovariolen pro Eierstock ausgebildet.
Die Autapomorphien der Imagines sind die Bauweise der Intersegmentalia des Mesothorax, die oben beschriebenen Merkmale der Flügeladerung, einschließlich des Merkmals, dass alle Flügelränder eher gerade, anstatt abgerundet deltoidförmig sind, wie bei verwandten Familien, und dass der mediale Teil der BMP der 2BP deutlich vom restlichen Teil der BMP als eine röhrenförmige Struktur unterschieden ist.

### Larven
Der Körper der Larven ist in einem breiten C gekrümmt. Er ist mit zahlreichen Haaren bedeckt. Die Thoraxsegmente und die ersten sechs Hinterleibssegmente tragen je drei Falten. Bei der Gattung Glaphyrus ist ein Paar Ocelli ausgebildet. Die Frontoclypealnaht ist komplett. Die Fühler sind viergliedrig, wobei die Glieder bei manchen Arten stark zurückgebildet sind. Auf dem letzten Fühlerglied befindet sich kein großer Sinnesfleck. Die Galea und Lacinia sind deutlich voneinander getrennt. An den Beinen fehlen die Lauterzeugungsorgane und die Hinterbeine sind nicht verkürzt. Die Klauen tragen je vier Borstenhärchen.
Die Autapomorphien der Larven sind der stark behaarte Körper, einschließlich aller Körperanhängsel, die fast rechteckige Kopfkapsel mit nahezu parallelen Seitenrändern, das letzte Fühlerglied, das etwa zehnmal kürzer als das vorletzte ist, das vorletzte Fühlerglied, das zahlreiche Poren trägt, das basale Glied der Labialpalpen, das charakteristisch nach innen gekrümmt ist, die vier Borstenhärchen an den Klauen und die Klauen, die deutlich vergrößert sind und 80 bis 120 % der Schienenlänge (Tibien) erreichen.

## Verbreitung
Die Familie ist holarktisch und neotropisch verbreitet, wobei die Unterfamilie Lichninae im westlichen Südamerika und die Glaphyrinae in der Paläarktis und Nearktis verbreitet ist. Die meisten Arten bewohnen sandige Lebensräume.

## Lebensweise
Die Imagines sind tagaktiv und können sehr gut fliegen. Häufig kann man sie fliegend um Blüten oder Pflanzen finden. Die Larven leben außerhalb des Erdbodens an sandigen Ufern von Gewässern und ernähren sich von Detritus.

## Taxonomie und Systematik
Die Familie umfasst zwei Unterfamilien mit acht Gattungen und ungefähr 80 Arten. Die Gruppe wurde von Machatschke (1959) in eine eigene Überfamilie gestellt, was jedoch nach der heute geltenden Ansicht nicht richtig ist. Die verwandtschaftliche Stellung der Familie innerhalb der Scarabaeoidea wurde kontrovers diskutiert. Heute nimmt man an, dass die Familie mit der Gruppe, die die Erdkäfer (Trogidae) und Bolboceratidae umfasst, in einem Schwesterverhältnis steht.
- Unterfamilie Lichninae (westliches Südamerika)
  - Dasychaeta
  - Lichnia
  - Cratoscelis
- Unterfamilie Glaphyrinae (Holarktis)
  - Amphicoma (Paläarktis)
  - Eulasia
    - Eulasia pareyssei

  - Glaphyrus (Paläarktis)
  - Anthypna (Paläarktis)
  - Toxocerus (Paläarktis)
  - Lichnanthe (Syn. Dasydera) (Nearktis)

## Belege